# Демет Оздемір
Демет Оздемір (тур. Demet Özdemir,  26 лютого 1992) — турецька акторка і танцюристка.

## Біографія і кар'єра
Демет народилася 26 лютого 1992 року в Коджаелі: була молодшою з трьох дітей в сім'ї; має брата Волкана
і сестру Дер'ю. Її батьки — турецькі іммігранти з Болгарії. Батьки розлучилися, коли Демет було 8 років, і вона разом з матір'ю і сестрою переїхала в Стамбул. У школі Демет захоплювалася танцями. Вона також знялася в кліпі Мустафи Сандала «Ateş et ve unut». 
Вперше на телебачення вийшла в 2013 році з серіалом «Я відкрию тобі таємницю» на каналі Fox Tv. Пізніше знялася в серіалі «Курт Сеїт і Саша» і виконувала там роль Айлін. У 2015 році на каналі Star Tv, в головних ролях разом з Юсуфом Чимом знімалася в серіалі «Запах полуниці», де виконала роль Асли. У червні 2016 року вийшла на екрани каналу Fox Tv з роллю дівчини Лале в серіалі «Номер 309».

## Особисте життя
З 2015 року зустрічалася з актором Юсуфом Чимом, з яким грала в серіалі «Запах полуниці». Оздемір розірвала стосунки в 2016 році.  У червні 2018 року представила публіці свого нового партнера Сечкіна Оздеміра, з яким розлучилася у вересні. 
У 2022 стало відомо, що акторка готується до весілля. 28 серпня 2022 року Демет Оздемір одружилася з Огузханом Кочем, (турецьким співаком, актором 1985 р.н.). 
13 квітня 2023 року пара оголосила про розлучення  і розлучилася 8 травня 2023 року.

## Фільмографія
| Телебачення                | Телебачення                 | Телебачення    | Телебачення     | Телебачення |
| Рік                        | Серіал                      | Роль           | Примітка        | Канал       |
| -------------------------- | --------------------------- | -------------- | --------------- | ----------- |
| 2013-2014                  | Sana Bir Sır Vereceğim      | Aylin Gündoğdu | Головна роль    | FOX         |
| 2014                       | Курт Сеїт і Шура            | Alya           | Другорядна роль | Star TV     |
| 2015                       | Запах полуниці              | Aslı Koçer     | Головна роль    | Star TV     |
| 2016-2017                  | Номер 309                   | Lale Yenilmez  | Головна роль    | Fox         |
| 2018-2019                  | Рання пташка                | Sanem Aydın    | Головна роль    | Star TV     |
| 2018                       | TOLGSHOW                    | Kendisi        | Гість           | Fox         |
| 2019-2021                  | Doğduğun Ev Kaderindir      | Zeynep Göksu   | Головна роль    | TV8         |
| 2021                       | Çok Güzel Hareketler 2      | Kendisi        | Гість           | Kanal D     |
| 2022                       | İbrahim Selim ile Bu Gece   | Kendisi        | Гість           | Fox         |
| 2023                       | Мене звуть Фарах            | Farah          | Головна роль    | Fox         |
| 2025                       | Ешрефова мрія               | Нісан          | Головна роль    | Kanal D     |
| Інтернет серіали та фільми |                             |                |                 |             |
| Рік                        | Серіал/Фільм                | Роль           | Примітка        | Платформа   |
| 2022                       | Aşk Taktikleri              | Aslı Yıldırım  | Головна роль    | Netflix     |
| 2022-                      | Dünyayla Benim Aramda       | İlkin Ketenci  | Головна роль    | Disney+     |
| Невідомо                   | Aşk Taktikleri 2            | Aslı Yıldırım  | Головна роль    | Netflix     |
| Фільми                     |                             |                |                 |             |
| Рік                        | Фільм                       | Роль           | Примітка        |             |
| 2015                       | Tut Sözünü                  | Demet          | Головна роль    |             |
| 2017                       | Sen Kiminle Dans Ediyorsun? | Aysel          | Головна роль    |             |